# Феарид
Феарид или Феорид (др.-греч. Θεαρίδης; умер приблизительно в 370 году до н. э.) — древнегреческий политический деятель и флотоводец, брат тирана Сиракуз Дионисия Старшего.

## Биография
Феарид был одним из трёх сыновей незнатного сиракузянина Гермократа. Один из его братьев Дионисий приблизительно в 405 году до н. э. захватил власть над Сиракузами, а Феарид и третий брат Лептин заняли видное место в его окружении. Все трое упоминаются в аттическом декрете 394/393 года до н. э. В 389 году до н. э., когда Лептин вызвал недовольство Дионисия, Феарид был назначен вместо него навархом (командующим флотом) и предпринял экспедицию на Эолийские острова, где захватил десять кораблей, принадлежавших регийцам. В 388 году до н. э. он возглавил посольство, направленное Дионисием в Олимпию. По словам Диодора Сицилийского, миссия закончилась полной неудачей: собравшийся на игры народ высмеял плохие стихи Дионисия, которые читали специально привезённые декламаторы, упряжки тирана во время состязаний сходили с дистанции или сталкивались друг с другом, а на обратном пути корабль с делегацией потерпел крушение у берегов Италии. 
По-видимому, Феарид до конца жизни сохранил хорошие отношения с Дионисием. Он умер приблизительно в 370 году до н. э.
Феарид был женат на Арете, дочери Дионисия и Аристомахи (собственной племяннице). После его смерти она стала женой Диона.